# Філіп Беднарек
Філіп Беднарек (пол. Filip Bednarek, нар. 26 вересня 1992, Слупца, Польща) — польський футболіст, воротар нідерландського клубу «Спарта» з Роттердама.

## Клубна кар'єра
Філіп Беднарек народився у місті Слупца Великопольського воєводства. У 2007 році він приєднався до молодіжної команди клубу «Аміка». Та вже за рік молодого перспективного голкіпера помітили скаути нідерландського клубу «Твенте» і Беднарек опинився у Нідерландах. Та за першу команду «Твенте» він так і не зіграв, переважно виступаючи за «Йонг Твенте» у Еерстедивізі. У березні 2015 року керівництво нідерландського клубу оприлюднило інформацію, що контракт з польським воротарем добігає кінця цього літа і продовжувати його дію більше не будуть.
В тому ж році воротар підписав контракт на один сезон з клубом «Утрехт». Пізніше він захищав колбори клубів «Де Графсхап» та «Геренвен».
Влітку 2020 року Беднарек повернувся до Польщі, де як вільний агент приєднався до клубу «Лех» з Познані. З яким підписав контракт до літа 2022 року.
У червні 2025 року підписав контракт на два роки з роттердамською «Спартою».

## Збірна
4 червня 2014 року Філіп Беднарек дебютував у складі молодіжної збірної Польщі.

## Особисте життя
Молодший брат Філіпа Ян Беднарек є гравцем португальського клубу «Порту» та національної збірної Польщі.

## Титули і досягнення
- Чемпіон Польщі (2):

«Лех»: 2021-22, 2024-25